# Landschaftsschutzgebiet Bachtal in Breden

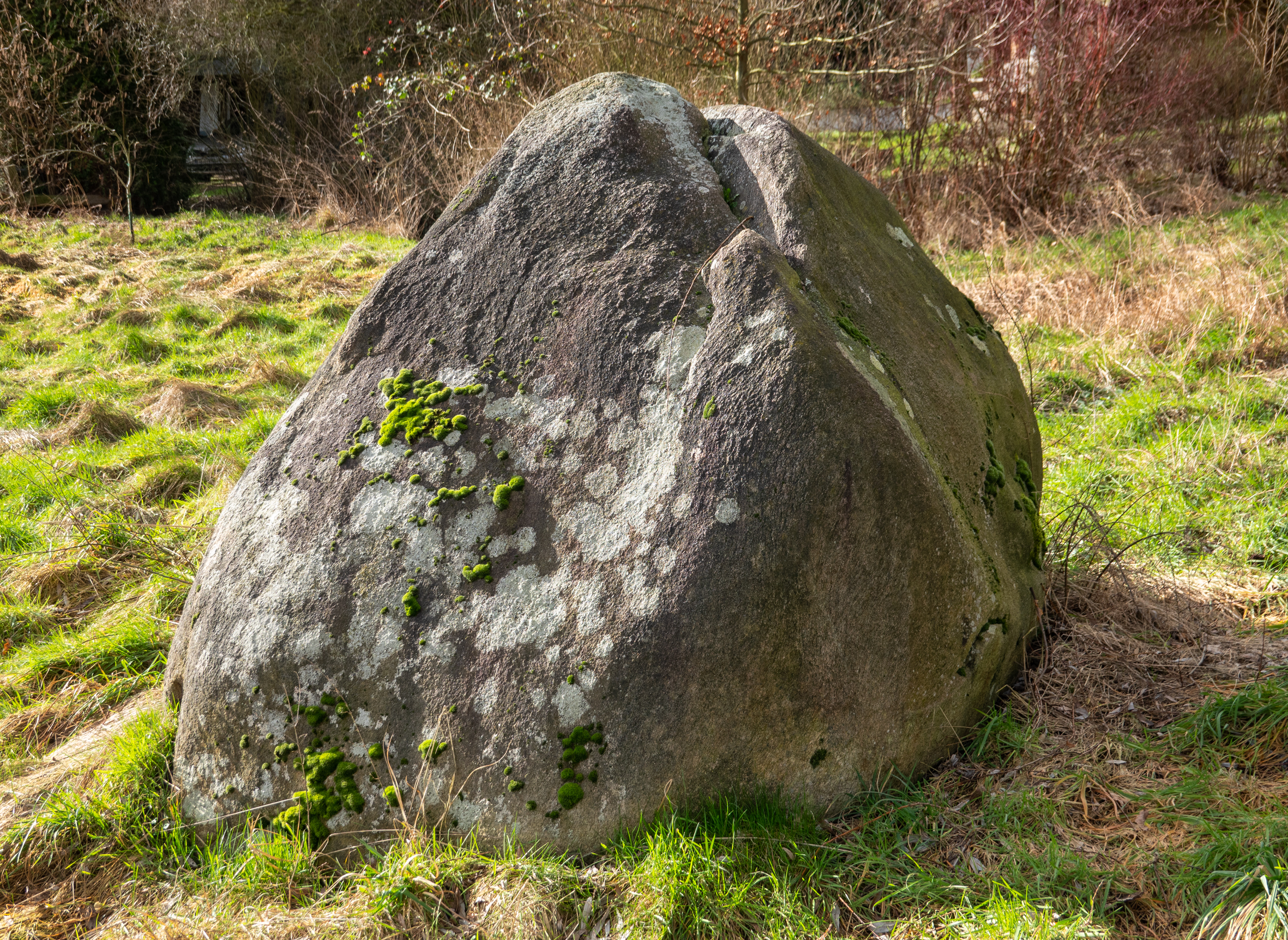
Naturdenkmal 1 Findling in der Weide an der Bachstraße im Landschaftsschutzgebiet

Das Landschaftsschutzgebiet Bachtal in Breden mit etwa 2,9 Hektar Flächengröße liegt im Stadtgebiet Bad Salzuflen. Es wurde 2004 mit dem Landschaftsplan „Bad Salzuflen“ durch den Kreistag des Kreises Lippe als Landschaftsschutzgebiet (LSG) ausgewiesen. 
Bei dem Bach handelt es sich um den Bredener Bach, einen Zufluss der Bega.

## Beschreibung
Das Landschaftsschutzgebiet liegt am östlichen Rand von Breden. Die Bebauung grenzt teils direkt an. Das LSG wird von einem bebauten Grundstück und der Heldmanstraße zweimal zerteilt. Das LSG umfasst ein Siek mit Grünland und Gehölzstreifen. Nicht zum LSG gehören Obstwiesen in der Verlängerung des Sieks im Siedlungsbereich von Breden. Die südliche Teilfläche ist muldenförmig ins Gelände eingeschnitten mit einzelnen ausgeprägten Geländekanten. In der Südfläche liegen zum Teil dichte Ufergehölze und teilweise ausgeprägte Nasswiesenbereiche. In der Weidefläche zwischen Heldmanstraße und Bachstraße liegt ein größerer Findling, der als Naturdenkmal 1 Findling in der Weide an der Bachstraße ausgewiesen wurde.
Der Landschaftsplan führt zum LSG aus: „Aufgrund seiner strukturellen Vielfalt stellt der Schutzbereich einen wichtigen Rückzugsraum für Fauna und Flora innerhalb intensiv genutzter großräumiger Ackerfluren dar. Der Talbereich erfüllt wichtige geländeklimatische Funktionen und bildet ein für das Orts- und Landschaftsbild wesentliches Verbindungselement zwischen Siedlungsbereich und freier Landschaft.“

## Schutzzwecke für das LSG
Laut Landschaftsplan erfolgte die Ausweisung des LSG:
- „zur Erhaltung und Wiederherstellung der Leistungsfähigkeit des Naturhaushaltes in ökologisch besonders wertvoll strukturierten Bereichen mit Wasser-, Klima- und Biotopschutzfunktionen,“
- „zur Erhaltung und Wiederherstellung von Quellbereichen und naturnahen Fließgewässern, Wald- und Grünlandbereichen unterschiedlicher Feuchtestufen, Feldgehölzen, Hecken und Obstwiesen,“
- „zur Erhaltung morphologisch ausgeprägter Bereiche zur Sicherung der landschaftlichen Eigenart und Vielfalt für die Erholung,“
- „zur Erhaltung wertvoller Biotopkomplexe aus Wald-Grünlandbereichen, Fließgewässern und Quellen sowie Biotopen nach § 62 LG mit wichtigen Refugial-, Puffer-, Trittstein- und Vernetzungsfunktionen,“
- „zur Erhaltung und Wiederherstellung wichtiger Rückzugsräume für die bedrohte Tier- und Pflanzenwelt,“
- „zur Sicherung der das Orts- und Landschaftsbild gliedernden und belebenden und die dörflichen Siedlungsstrukturen prägenden Freiraumelemente.“[1]

## Rechtliche Vorschriften
Im Landschaftsschutzgebiet ist unter anderem das Errichten bzw. Anlegen von Bauten und Fischteichen verboten. Grün- und Brachland darf nicht in eine andere Nutzungsart umgewandelt oder umgebrochen werden. Es ist ferner verboten Hunde frei laufen zu lassen. Vom Verbot ist Hundeeinsatz bei der ordnungsgemäßen Jagd, auf Hof- und Gartenbereichen und der Einsatz von Hütehunden ausgenommen.